# Istron

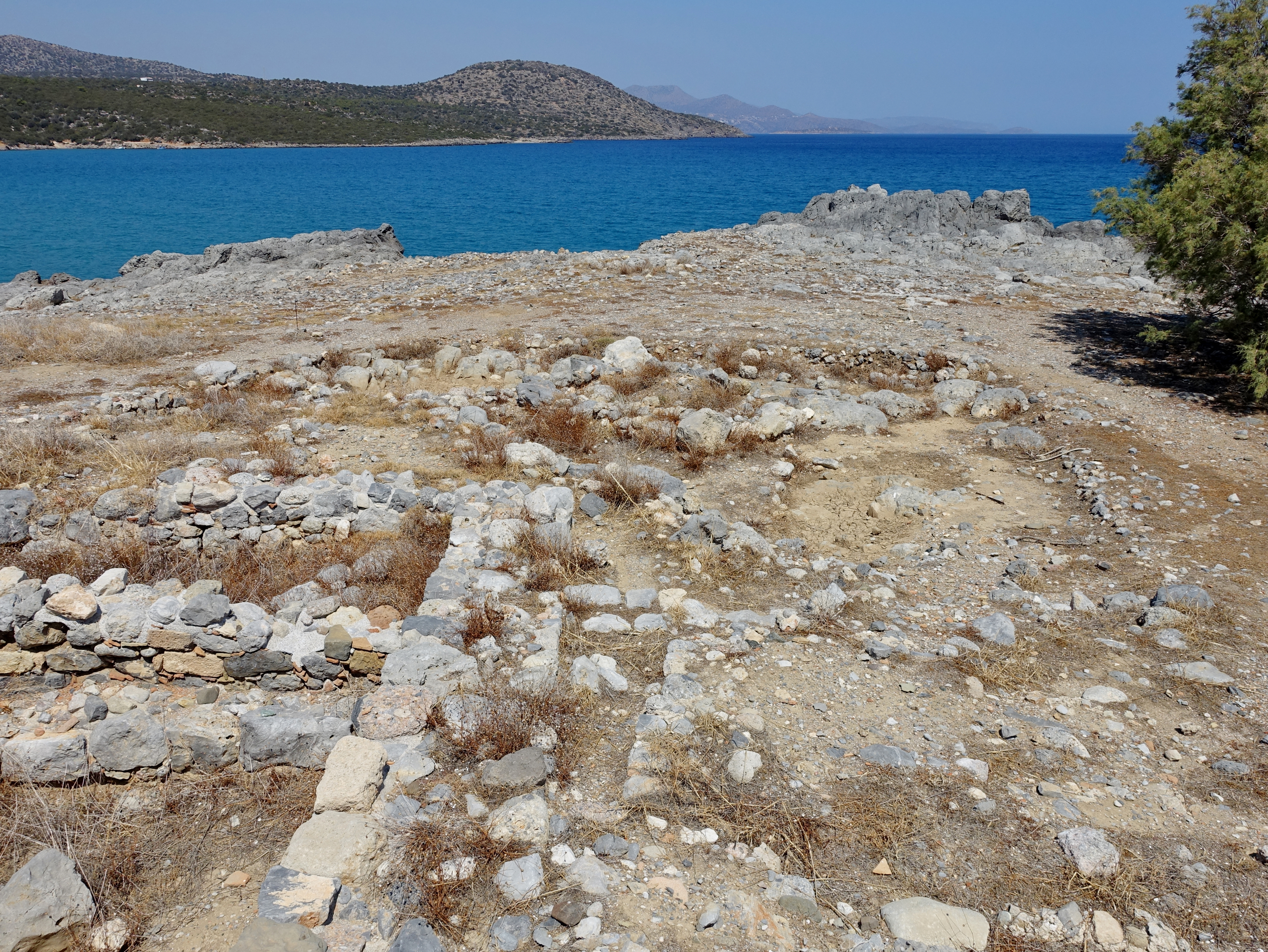
Sitio arqueológico en la costa norte de Creta, cerca de la comunidad local de Istro, municipio de Kalo Jorio.

Istron (en griego, Ἴστρων) es el nombre de una antigua ciudad griega de Creta.
Istron es mencionada en una lista de las ciudades cretenses citadas en un decreto de Cnosos de hacia los años 259/233 a. C. así como en la lista de las ciudades cretenses que firmaron una alianza con Eumenes II de Pérgamo en el año 183 a. C.
Debió situarse cerca de la población moderna de Kalo Jorio.